# Autolak

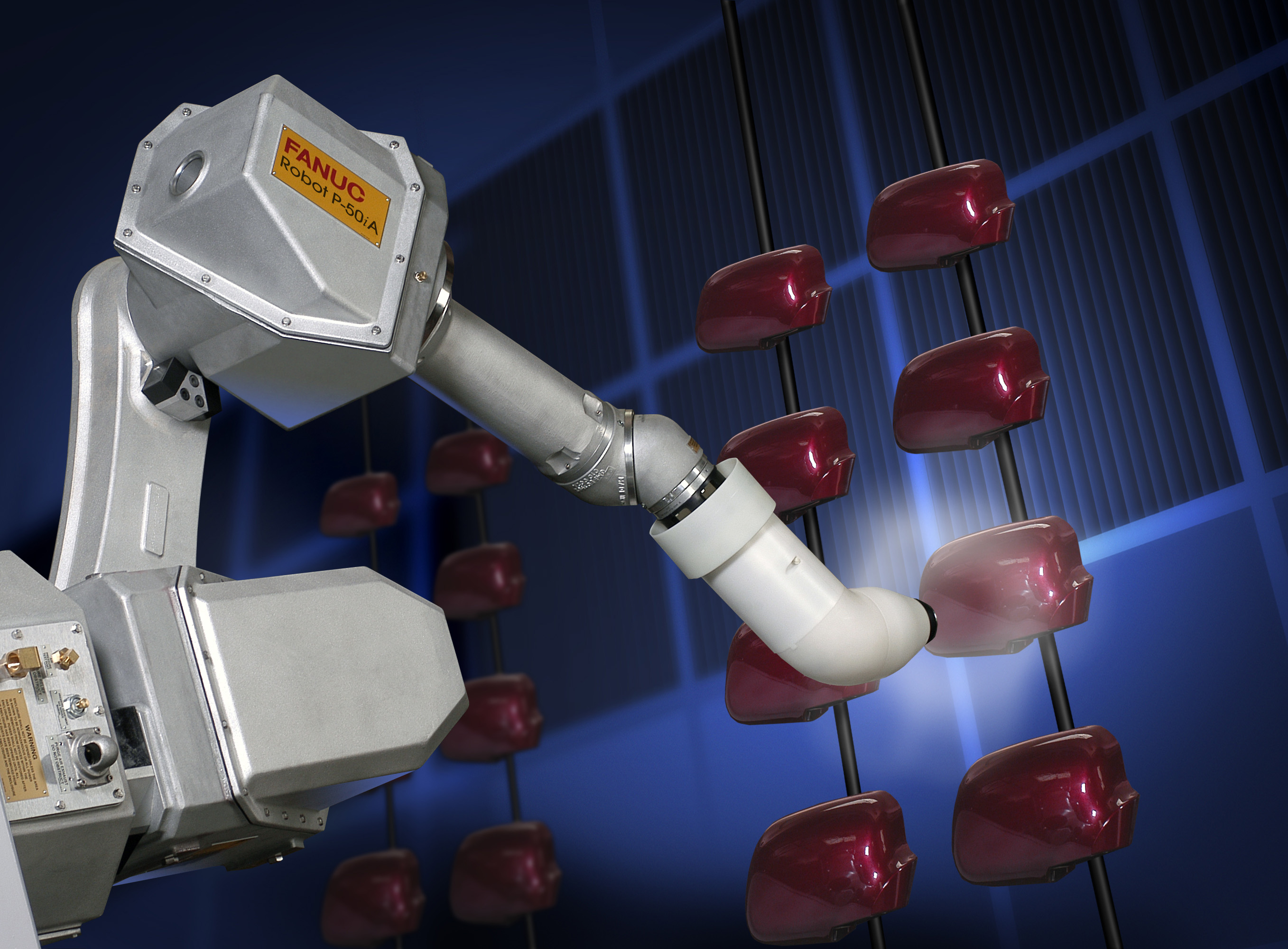
Robotické rameno pro nanesení barvy na autodíly.

Autolak je barva používaná na automobily pro ochranné i dekorativní účely. Vodou ředitelná akrylová polyuretanová emailová barva je v současné době nejrozšířenějším typem barvy z důvodu snížení dopadu na životní prostředí.
Moderní automobilový lak se nanáší v několika vrstvách o celkové tloušťce kolem 100 um (0,1 mm). Aplikace barvy vyžaduje přípravu a základní kroky, aby byla zajištěna správná aplikace. Po nanesení plniče se nanáší základní nátěr. Poté může být nanesen bezbarvý lak, který vytvoří lesklý a transparentní povrch. Vrstva bezbarvého laku musí odolat UV záření.
V počátcích automobilového průmyslu se barva nanášela ručně a sušila se týdny při pokojové teplotě a to proto, že barva byla jednosložková, a tak zasychala odpařováním rozpouštědla. Vzhledem k tomu, že hromadná výroba automobilů učinila tento proces neudržitelným, barva se začala sušit v pecích. V dnešní době se dvousložková (katalyzovaná) barva obvykle nanáší pomocí robotických ramen a vytvrzuje během několika hodin buď při pokojové teplotě, nebo ve vyhřívaných kabinách.
Ze začátku se v automobilových barvách používalo olovo, chrom a další těžké kovy. Zákony o životním prostředí je však zakázaly, což vedlo k přechodu na barvy na vodní bázi. Barvy na bázi rozpouštědel se totiž až z 85 % odpařovali do vzduchu a znečišťovat atmosféru. Smaltovaný nátěr je šetrnější k životnímu prostředí a koncem 20. století nahradil lak. Akrylátové polyuretanové emaily na vodní bázi se nyní téměř univerzálně používají jako základní nátěr s bezbarvým lakem.

## Proces aplikace a vrstvy laku

### Příprava
Příprava dílu před aplikací autolaku je jedním z nejdůležitějších kroků. Bez správné přípravy povrchu nemůže být zaručena odolnost a trvalost laku. Povrch musí být nejdříve důkladě očištěn, zbaven mastnoty a obroušen. Fosfátový základní nátěr je nezbytný pro ochranu karoserie před korozí a připraví povrch pro E-Coat.
Díl se ponoří do Electro-Coat Paint Operation (ELPO/E-Coat), poté se připojí vysoké napětí. Tělo funguje jako katoda a lak jako anoda ulpívající na povrchu těla. Jedná se o ekologický proces lakování. V E-Coat, nazývaném také CED barva, je použití přibližně 99,9 % a poskytuje vynikající odolnost proti solné mlze ve srovnání s jinými procesy lakování.

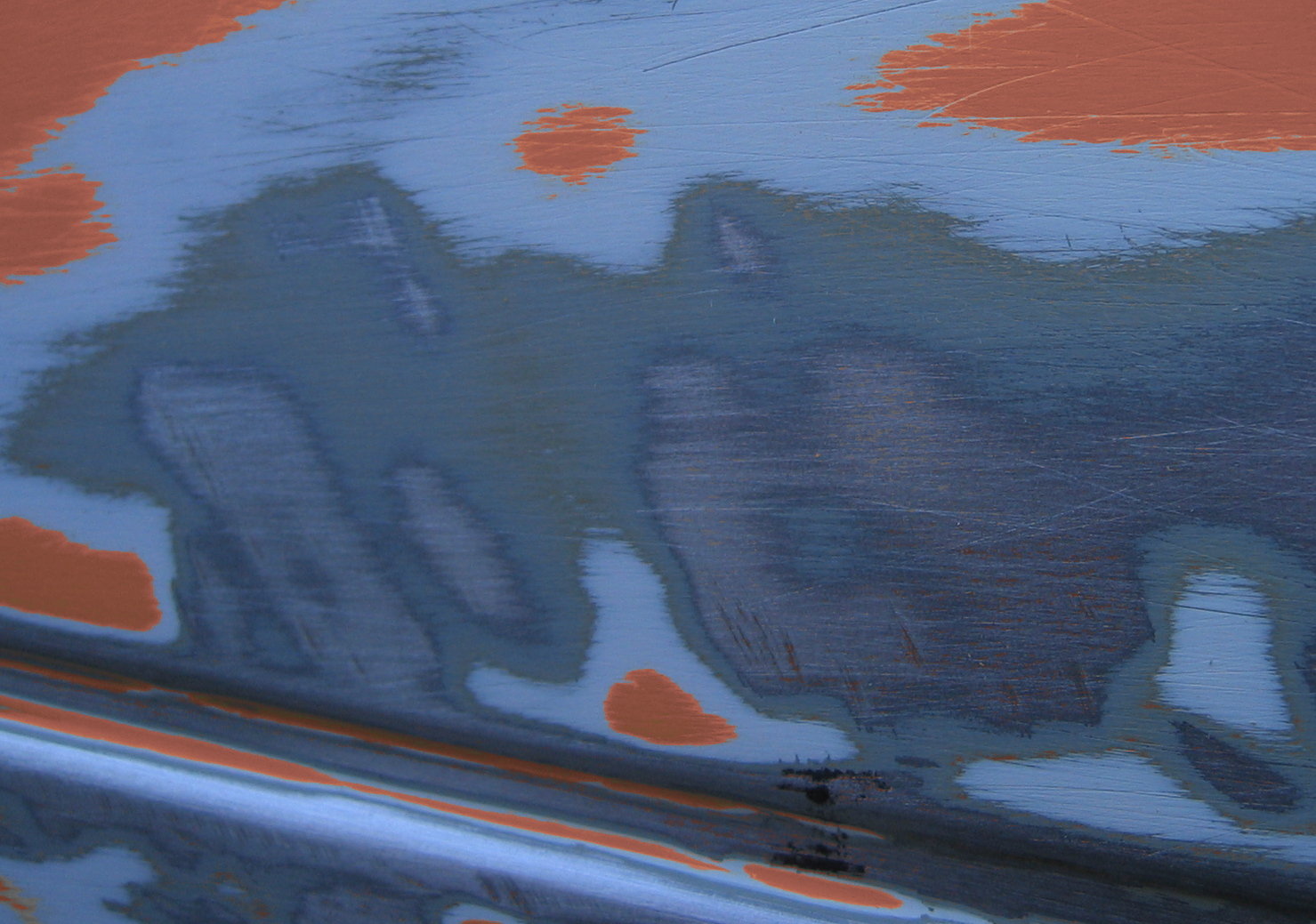
Kovový podklad

### Plnič
První se nanáší plnič. Ten zajistí tyto vlastnosti:
- Slouží k vyrovnání povrchu, protože na autodílu se často vyskytují drobné rýhy a prohlubně vzniklé při výrobě. Vyrovnáním těchto defektů vznikne hladký povrch, který zajistí dobré přilnutí dalších vrstev.
- Chrání vozidlo před korozí, tepelnými rozdíly, nárazy, úlomky kamínků, UV zářením atd. a zvyšuje životnost laku.[5]

### Základní nátěr
Po nanesení plniče se nanáší základní nátěr. Tento nátěr obsahuje vizuální vlastnosti barvy a efekty a je obvykle označován jako barva vozidla. Základní nátěr používaný v automobilovém průmyslu se běžně dělí do tří kategorií: hladké, metalické a perleťové odstíny.
- Hladké barvy nemají kromě barvy žádné třpytivé efekty. Jedná se o nejjednodušší typ barvy na nanášení a nejběžnější typ barvy pro těžká dopravní vozidla, stavební stroje a letadla. Je také široce používán u osobních automobilů, nákladních automobilů a motocyklů. Bezbarvý lak se na jednolité barvy používal až na počátku 90. let.
- Metalické barvy obsahují hliníkové vločky, které vytvářejí jiskřivý a zrnitý efekt, obecně označovaný jako kovový vzhled. S touto barvou se manipuluje hůře než s hladkými barvami, protože je třeba vzít v úvahu další rozměry. Metalické a perleťové barvy musí být nanášeny rovnoměrně, aby byl zajištěn konzistentně vypadající povrch bez světlých a tmavých skvrn, které se často nazývají "strakaté". Metalické základní nátěry jsou aplikovány tak, aby hliníkové vločky byly rovnoběžné se povrchem. Tím se maximalizuje „flop“. To je rozdíl v jasu mezi kolmým pohledem na barvu a pohledem pod ostrým úhlem. "Flop" je maximalizován, pokud se viskozita základního nátěru zvýší krátce po aplikaci, takže hliníková vločka, která jsou po nastříkání v náhodné orientaci, jsou zablokována v této poloze, zatímco je v nátěru stále mnoho rozpouštědla (nebo vody). Následné odpaření rozpouštědla (nebo vody) vede ke snížení tloušťky filmu schnoucího laku, což způsobí, že hliníkové vločky jsou taženy do orientace rovnoběžné s povrchem. Tato orientace pak nesmí být ovlivněna aplikací rozpouštědel čirého laku. Složení čirého laku musí být pečlivě zvoleno tak, aby "znovu nerozpustilo" základní lak a tím neovlivnilo orientaci kovových vloček, ale stále vykazovalo dostatečnou adhezi mezi vrstvami, aby se zabránilo delaminaci čirého laku . Podobný způsob účinku nastává u perleťových pigmentovaných základních laků.
- Perleťové barvy obsahují speciální duhové pigmenty běžně označované jako „perly“. Perlové pigmenty dodávají povrchové úpravě barevný třpyt, který vytváří hloubku barvy. Perleťové barvy mohou být dvoustupňové povahy (perleťová základní barva + čirá barva) nebo třístupňová (základní barva + perleťová střední barva + čirá barva).[6]

### Vrchní bezbarvý lak
Bezbarvý lak, který se obvykle nanáší na barevný základní lak, je to lesklá a transparentní vrstva, který tvoří konečnou vrstvu. Z tohoto důvodu musí být čirý lak dostatečně odolný, aby odolal otěru, a dostatečně chemicky stabilní, aby odolal UV záření. Čirý lak může na bázi vody nebo rozpouštědel.